# Paramiotonia wrodzona
Paramiotonia wrodzona  czyli choroba Eulenburga (ang. paramyotonia congenita (of von Eulenburg), Eulenburg disease) – choroba genetyczna o typie dziedziczenia autosomalnie dominującym, związana z mutacją genu kanału sodowego, zlokalizowanym na chromosomie 17.
Cechą charakterystyczną choroby jest występowanie pod wpływem zimna (ale także wysiłku fizycznego czy obciążenia potasem), napadów osłabienia mięśniowego. Po rozgrzaniu objawy osłabienia ustępują.
Leczenie polega na unikaniu czynnika sprawczego i stosowaniu leków (fenytoina, meksyletyna, chinidyna, kortykosteroidy).
Rokowanie jest dobre.
Chorobę opisał jako pierwszy niemiecki neurolog Albert Eulenburg w 1886 roku.